# Jan de Lichte
Jan de Lichte (Velzeke, aprile 1723 – Aalst, 4 novembre 1748) è stato un brigante fiammingo.
Spinto dalla povertà, durante la guerra di successione austriaca, commise furti, rapine ed omicidi. Dopo una caccia all'uomo, fu arrestato dalle forze di occupazione francesi e giustiziato tramite il supplizio della ruota.
Sulla sua figura è incentrato il romanzo De bende van Jan de Lichte di Louis Paul Boon, da cui è stata tratta la serie televisiva I banditi di Jan.